# Rijeka (Vitez)
Pour les articles homonymes, voir Rijeka.
Rijeka (en cyrillique : Ријека) est un village de Bosnie-Herzégovine. Il est situé dans la municipalité de Vitez, dans le canton de Bosnie centrale et dans la fédération de Bosnie-et-Herzégovine. Selon les premiers résultats du recensement bosnien de 2013, il compte 1 330 habitants.

## Géographie
Le village est situé au sud-est de Vitez, au bord de la rivière Kruščica, un affluent de la Lašva.

## Démographie

### Évolution historique de la population dans la localité
| 1948 | 1953 | 1961 | 1971 | 1981  | 1991  | 2013  |
| ---- | ---- | ---- | ---- | ----- | ----- | ----- |
| -    | -    | 718  | 854  | 1 255 | 1 393 | 1 330 |

|  |

### Communauté locale
En 1991, la communauté locale de Rijeka comptait 1 797 habitants, répartis de la manière suivante :